# Чичинадзе, Николай Габриэлович
Николай (Пармен) Габриэлович Чичинадзе (груз. ნიკოლოზ (პარმენ) გაბრიელის ძე ჭიჭინაძე; 13 ноября 1881 — 30 сентября 1921) — грузинский политик, министр в правительстве Демократической Республики Грузия (1918—1921).

## Биография
Обучался медицине, но с юности вступил в революционную борьбу. Член меньшевистского крыла социал-демократической партии. Участвовал в революционных выступлениях 1905 года.
Был выслан из Грузии в 1911—1915 годах. В начале революционных событий 1917 года принял в них активное участие в Ростове-на-Дону. Вернулся в Грузию после октябрьского переворота.
В 1918—1920 годах был заместителем министра внутренних дел Ноя Рамишвили. В 1920 году занял пост министра обороны Грузии.
Во время советизации Грузии в 1921 году 19 февраля попал в плен к красноармейцам вместе с членами Учредительного собрания Грузии Ноем Хомерики, Григолом Уратадзе и Гогило Цинцадзе. После освобождения остался в Грузии, был вновь арестован. Находясь в тюрьме Метехи заболел и вскоре после этого умер. Его похороны стали одной из первых антисоветских демонстраций в Грузии.